# Cuphea aquilana
Cuphea aquilana là một loài thực vật có hoa trong họ Lythraceae. Loài này được S.A.Graham & T.B.Cavalc. mô tả khoa học đầu tiên năm 2005.